# 37 mm/50 Model 1925/1933
37 mm/50 Model 1925/1933 е корабно зенитно оръдие с калибър 37 mm разработено и произвеждано във Франция. Състои на въоръжение във ВМС на Франция.
Предназначено е за въоръжение на кораби от всички класове, като е основно бойно средство на близката ПВО на флота. Към средата на 1930-те години остарява и е планирано да се замени с 37 mm автомат на фирмата „Хочкис“ Model 1935, но забавяния в производството на последното водят до широкото използване на Model 1925/1933 в сраженията от началния период на Втората световна война. В периода 1943 – 1944 г. е заменено на повечето кораби от френския флот с 40 mm оръдие Bofors L60 американско производство.

## Конструкция
Оръдието 37 mm/50 Model 1925 е полуавтоматично, с подаване на боеприпаси от пълнители за 6 патрона. Тази конструкция не позволява да се развива достатъчна скорострелност. Формално с темп на стрелбата от 30 – 42 изстрела в минута, фактически оръдието не може в реални условия да изстреля повече от 20 снаряда в минута. Балистичните характеристики на оръдието се смята за добри и позволяват борбата с авиацията на противника на височини до 5000 m.
Опитвайки се да реши проблема с близката ПВО при отсъствието на годен автомат, френският флот поема по експанзивен път. Така се появява оръдието 37 mm/50 Model 1933. По същество, това е същият полуавтомат Model 1925, но в сдвоена установка. Останалите характеристики остават без промяна. По своите бойни качества Model 1933 чувствително отстъпва на зенитните автомати на другите страни.